# SS-N-29
Die SS-N-29 ist eine schiffsgestützte Anti-U-Boot-Lenkwaffe aus russischer Produktion. Die Systembezeichnung lautet RPK-9 Medwedka / 89R.

## Entwicklung
Die Systementwicklung im MITT (Moskauer Institut für Wärmetechnik)  begann 1987. In der Anfangsphase wurde das System noch Grilltalpa bezeichnet. Im Jahr 1993 wurde zu Testzwecken ein Tragflügelboot mit dem System ausgerüstet. Tests und Schießversuche wurden in den Jahren 1993–1997 auf dem Schwarzen Meer durchgeführt. Im Jahr 1999 wurde das System unter der Bezeichnung RPK-9 „Medwedka“ zu Testzwecken in die Bewaffnung der russischen Marine aufgenommen.

## Technik
Die Lenkwaffen sind in schwenkbaren Vierfach-Startbehältern auf dem Schiffsdeck untergebracht. Ein Komplex mit zwei Vierfach-Startbehältern wiegt 9200 kg und kann auf Schiffen ab einer Verdrängung von 350 Tonnen installiert werden.
Die Lenkwaffe selbst ist eine Kombination aus einem Raketentreibsatz und dem U-Jagd-Torpedo MPT-1UE. Nach dem Abfeuern fliegt die RPK-9 auf einer ballistischen Flugbahn in ein vordefiniertes Gebiet, in dem sich das gegnerische U-Boot befindet. An einer vorausberechneten Position wird der Raketentreibsatz abgesprengt und der Torpedo schwebt an einem Fallschirm auf das Wasser. Beim Auftreffen auf die Wasseroberfläche löst sich der Fallschirm vom Torpedo, der nun abtaucht und selbstständig mit der Suche nach dem U-Boot beginnt. Der MPT-1UE-Torpedo hat eine Länge von 3,05 m, einen Durchmesser von 324 mm und wiegt 325 kg. Er kann U-Boote in einer Tiefe von 16 bis 500 m bekämpfen. Die maximale Geschwindigkeit des Torpedos liegt bei 50 Knoten (rund 93 km/h) und die maximale Reichweite bei 13 km.

## Varianten
- RPK-9 Medwedka: Standardversion
- RPK-9WE Medwedka-WE: Version für den Einsatz aus einem Vertical Launching System (VLS).

## Status
Die russische Marine verfügt derzeit über kein Schiff, welches mit diesen Lenkwaffen ausgestattet ist. Die Testplattform, das Tragflügelboot Aleksandr Kunachowitsch der Babochka-Klasse (Projekt 1141), wurde 1994 außer Dienst gestellt und verschrottet. Eine geplante Installation auf den Kampfschiffen der Stereguschtschi-Klasse (Projekt 20380) und der Admiral-Gorschkow-Klasse (Projekt 22350) wurde nicht umgesetzt. Exporte an andere Staaten gibt es nicht.